# Episodi de Il laboratorio di Dexter (quarta stagione)
In Italia è stata trasmessa su Cartoon Network da settembre 2003.
| nº | Codice di produzione | Titolo originale                                         | Titolo italiano                                                   | Prima TV USA      |
| -- | -------------------- | -------------------------------------------------------- | ----------------------------------------------------------------- | ----------------- |
| 1  | 402                  | Beau Tie / Remember Me? / Over-Labbing                   | Tutti lo vogliono / Amnesia / Guerra fra laboratori               | 22 novembre 2002  |
| 2  | 401                  | Sis-Tem Error / Bad Cable Manners / Dexter's Library     | Errore di sistema? / Pirateria / La biblioteca                    | 25 aprile 2003    |
| 3  | 405                  | The Scrying Game / Monstrosi-Dee Dee / Dad Man Walking   | La veggente / Dee Dee e il mostro / Sonnambulismo                 | 2 maggio 2003     |
| 4  | 403                  | Dexter's Little Dilemma / Faux Chapeau / D2              | Un dilemma piccolo piccolo / Ma che bel cappello! / D al quadrato | 9 maggio 2003     |
| 5  | 404                  | Head Band / Stuffed Animal House / Used Ink              | Una musica in testa / Peluche animati / Inchiostro ipnotico       | 16 maggio 2003    |
| 6  | 407                  | School Girl Crushed / Chess Mom / Father Knows Least     | Amore per la scienza / Scacco mamma / Uomo di casa per caso       | 23 maggio 2003    |
| 7  | 406                  | Dexter the Barbarian / Tuber Time / Sore Eyes            | Il barbaro / Energia alternativa / Occhi di falco                 | 30 maggio 2003    |
| 8  | 413                  | Babe Sitter / Mountain Mandark / 2Geniuses 2Gether 4Ever | La baby sitter / Disperso nella natura / I due geni               | 5 settembre 2003  |
| 9  | 408                  | Height Unseen / Bygone Errors / Folly Calls              | Questioni di altezza / Bei vecchi tempi / Capelli ribelli         | 12 settembre 2003 |
| 10 | 409                  | Voice Over / Blonde Leading the Blonde / Comic Stripper  | Una voce di troppo / All'insegna del biondo / Ladro di fumetti    | 19 settembre 2003 |
| 11 | 410                  | Tee Party / Dexter's Wacky Races                         | Il torneo di golf / La folle corsa                                | 26 settembre 2003 |
| 12 | 411                  | The Lab of Tomorrow / Chicken Scratch / Garage Sale      | Il laboratorio di domani / La varicella / La vendita              | 4 novembre 2003   |
| 13 | 412                  | They Got Chops / Poetic Injustice / Comedy of Feathers   | Lezione numero 5 / Ingiustizia poetica / Dee Dee allo zoo         | 20 novembre 2003  |

## Tutti lo vogliono
- Titolo originale: Beau Tie

### Trama
Dee Dee si invaghisce di Beau, un ragazzo appassionato di scienze come Dexter. Ma Dexter vorrebbe il giovane tutto per sé ignorando completamente i sentimenti della sorella maggiore. Alla fine Dexter e Dee Dee resteranno entrambi delusi, perché non sono riusciti a tenere conto delle esigenze di Beau.

## Errore di sistema
- Titolo originale: Sis-Tem Error

### Trama
Dee Dee manomette accidentalmente il laboratorio di Dexter e cerca di nascondere come meglio può al fratellino l'accaduto, per timore di essere scoperta, imitando il computer centrale facendo delle ombre cinesi e travestendosi goffamente, prima da robot, usando un cestino dei rifiuti come armatura, e poi come Mandark. Per tutto il tempo, Dexter crede che Mandark abbia provocato il blackout, quando invece è stata sua sorella Dee Dee a farlo.

## La veggente
- Titolo originale: The Scrying Game

### Trama
Dee Dee impara un nuovo gioco improvvisandosi una zingara che predice il futuro al povero Dexter.

## Un dilemma piccolo piccolo
- Titolo originale: Dexter's Little Dilemma

### Trama
Dexter decide di rimpicciolire i suoi genitori per studiare le loro attitudini comportamentali, assistito da sua sorella Dee Dee. 

## Ma che bel cappello!
- Titolo originale: Faux Chapeau

### Trama
Dee Dee sfrutta commercialmente un'invenzione di Dexter come se fosse un copricapo: inizialmente ciò avrà successo, alla fine si rivelerà un disastro, perché sia Dexter che Dee Dee devono vedersela con la clientela inferocita e per poter rimediare, sono costretti a risarcire i danni. Inoltre, Dee Dee ha usato anche un' altra invenzione senza avvertire Dexter, a mo' di scarpe, e la faccenda si ripete daccapo.

## D al quadrato
- Titolo originale: D2

### Trama
Dexter ha problemi a svolgere le cose da solo, perché troppo basso, e dopo essersi fatto aiutare per due volte da Dee Dee, forma un duo con lei per poter fare diverse cose assieme, destinato però a durare poco a causa dei caratteri diversi dei due fratellini e dai loro continui bisticci.

## Peluche animati
- Titolo originale: Stuffed Animal House

### Trama
Dee Dee usa una pozione per animare i suoi animali di peluche, cosa che fa esasperare notevolmente il povero Dexter. Infatti, sia lui, che la sorella, si ritrovano costretti a recuperarli tutti in giro per la casa. Dopo aver aspramente rimproverato Dee Dee sull' uso improprio delle pozioni, Dexter nota che la sorella ha usato la pozione per animare gli oggetti anche sui mobili della casa, e per questo motivo deve sistemare tutto da capo.

## Inchiostro ipnotico
- Titolo originale: Used Ink

### Trama
Dexter inventa una penna ipnotica, ma deve guardarsi da Dee Dee e da Mandark, che vogliono usarla per altri motivi, la prima solo per giocare, il secondo per scopi diabolici. Dexter, Dee Dee e Mandark riescono a scatenare una rissa all' interno del laboratorio, prima Dee Dee usa la penna per costringere Dexter e Mandark a far cose da femminucce, poi l' oggetto finisce nelle mani di Mandark, il quale cerca di trarre una soddisfazione personale a danno sia di Dexter che di Dee Dee, obbligando il primo a far flessioni e a distruggere il laboratorio e la seconda a dargli un bacio in bocca. Quando la ragazza, disgustata dal bacio, riesce a riprendersi e a liberare se stessa e conseguentemente il fratellino dall' ipnosi, assestando un cazzotto nello stomaco a Mandark, la rissa diventa sempre più  intensa, finché alla fine Scimmia riesce a usare la penna per controllare Dexter, Mandark e Dee Dee in una sola volta.

## Un uomo di casa per caso
- Titolo originale: Father Knows Least

### Trama
Il papà di Dexter e Dee Dee decide di diventare un bravo uomo di casa mentre la moglie è fuori, ma con risultati disastrosi.

## La baby sitter
- Titolo originale: Babe Sitter

### Trama
Dee Dee diventa per una serata la babysitter del perfido Mandark e manderà all'aria i piani di quest'ultimo. 

## Bei vecchi tempi
- Titolo originale: Bygone Errors

### Trama
Dexter e sua sorella Dee Dee, ormai due arzilli vecchietti, raccontano com'è stata la loro vita da ragazzi.

## All'insegna del biondo
- Titolo originale: Blonde Leading the Blonde

### Trama
Dee Dee cerca di convincere Dexter a tingersi di biondo i capelli per farsi ammirare da tutti. La ragazza entra così in camera del fratellino e glieli tinge. Dexter prima si irrita con Dee Dee per il fatto che lei gli abbia tinto i capelli senza suo consenso, ma alla fine ammetterà che la sorella aveva ragione, perché ciascuno dei passanti ha reagito positivamente sul suo nuovo colore dei capelli.

## La folle corsa
- Titolo originale: Dexter's Wacky Races

### Trama
I personaggi della serie de "Il laboratorio di Dexter" al completo partecipano a una gara di corsa. Il perfido Mandark vorrebbe vincere barando, ma senza alcun successo.

## Lezione numero 5
- Titolo originale: They Got Chops

### Trama
Dexter tenta di praticare il judo per essere migliore di Dee Dee e alla fine riesce ad arrivare al livello della sorella dopo essere stato sconfitto da lei diverse volte. Quando Dee Dee, dopo essere stata battuta da Dexter, gli chiede come ha fatto, lui le risponde di essersi iscritto alla sua stessa scuola. I due fratellini iniziano ad allenarsi a colpi di judo devastando mezza casa, per poi scoprire che anche la loro mamma ha frequentato quel dojo, cosa che spinge anche il papà, ormai dolorante per il colpo datogli dalla moglie, ad andarci.

## Ingiustizia poetica
- Titolo originale: Poetic Injustice

### Trama
Dexter ha una cotta per una compagna di classe e chiede a Dee Dee di conquistarla, ma senza successo.